# Dombiratos
Dombiratos è un comune dell'Ungheria di 757 abitanti (dati 2001) . È situato nella contea di Békés.